# Brest Pokupski
Brest Pokupski – wieś w Chorwacji, w żupanii sisacko-moslawińskiej, w mieście Petrinja. W 2011 roku liczyła 279 mieszkańców.